# Madrassa des sciences Aliya
La madrassa des sciences Aliya  (en persan : مدرسه علمیه علیا) est une école religieuse, située dans la ville de Ferdows. Elle est inscrite sur la liste des monuments nationaux d'Iran depuis le 14 novembre 1977 sous le n° d'enregistrement 1321.
La structure architecturale de cette madrassa est de type koch à quatre iwans. Elle a été construite à l'époque safavide par le dénommé Mir Ali Bek. Cette école des sciences était ouverte aux étudiants en science religieuse avant le tremblement de terre de 1968, mais aujourd'hui elle est préservée comme bâtiment historique du patrimoine culturel iranien. La répétition de la forme octogonale de la cour centrale est une des caractéristiques architecturales de cet ensemble.

## Galerie

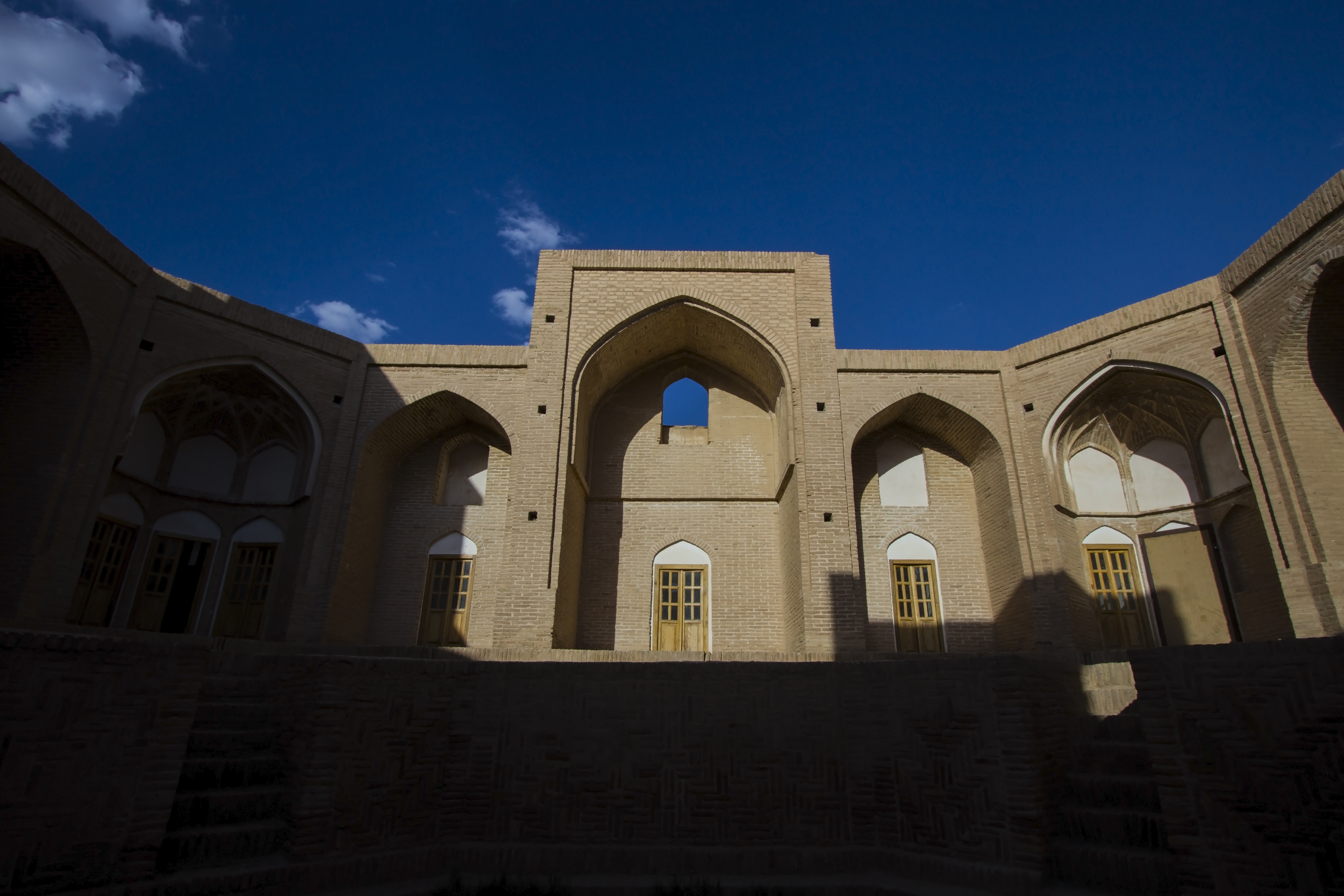
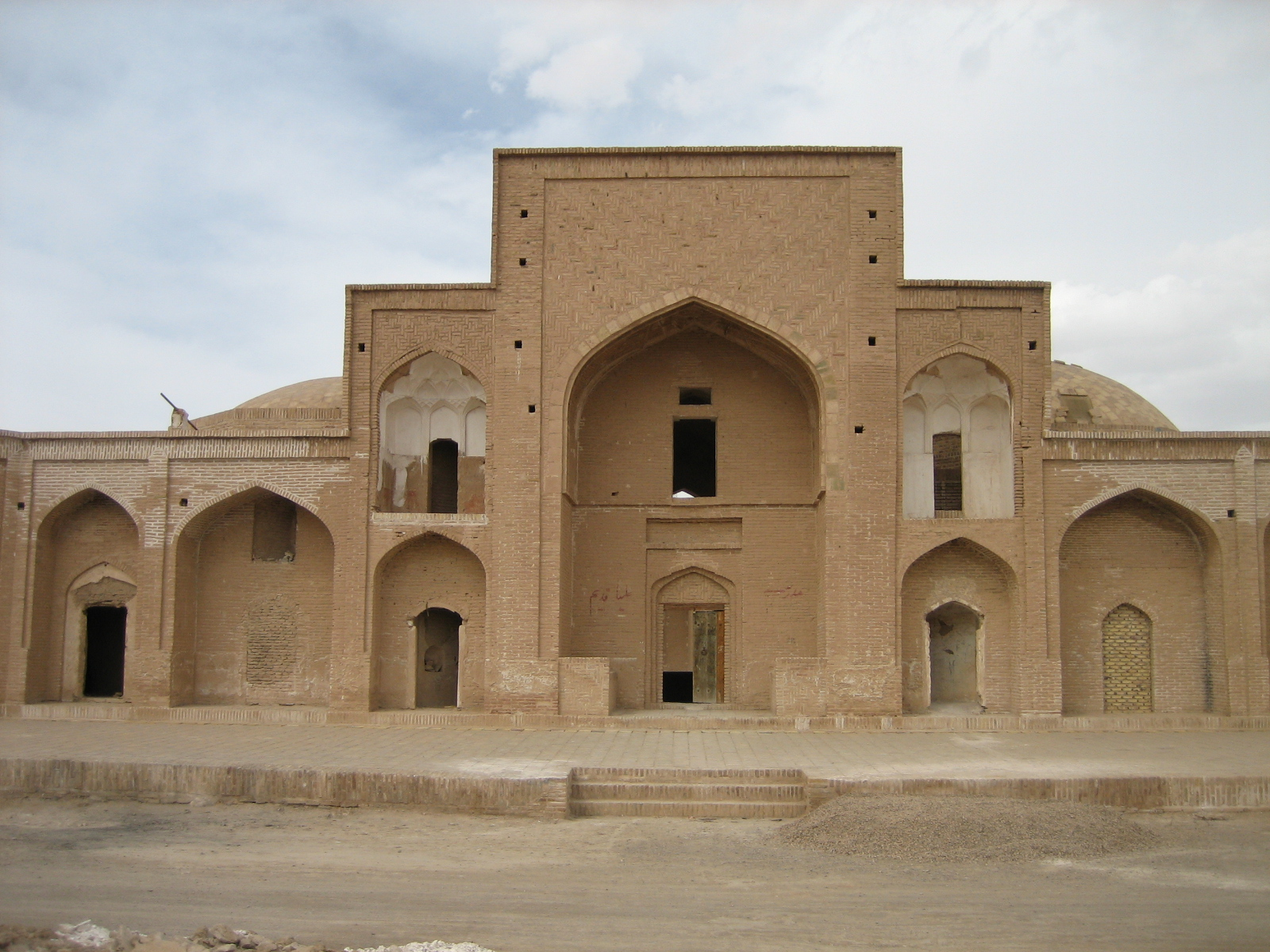
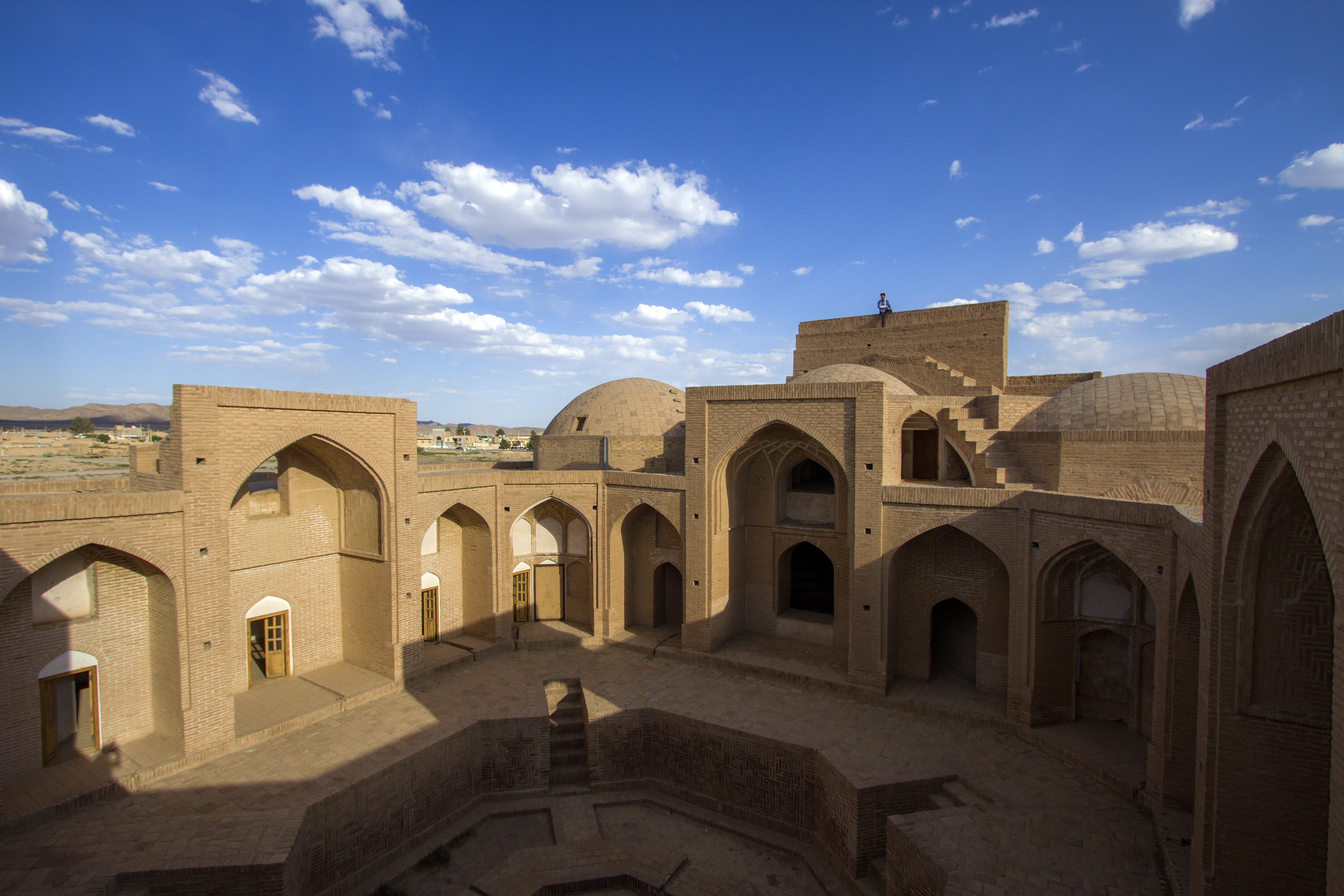
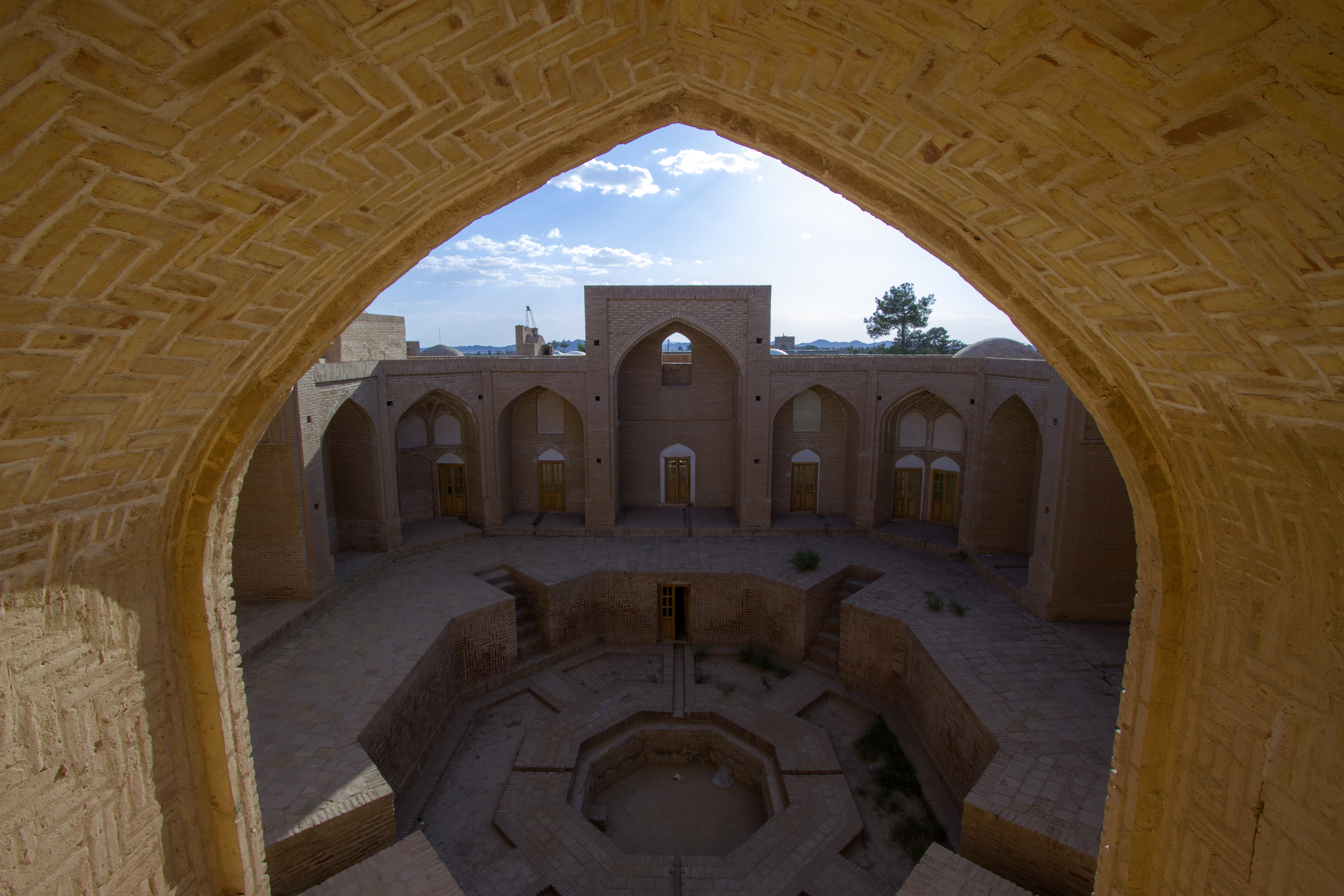
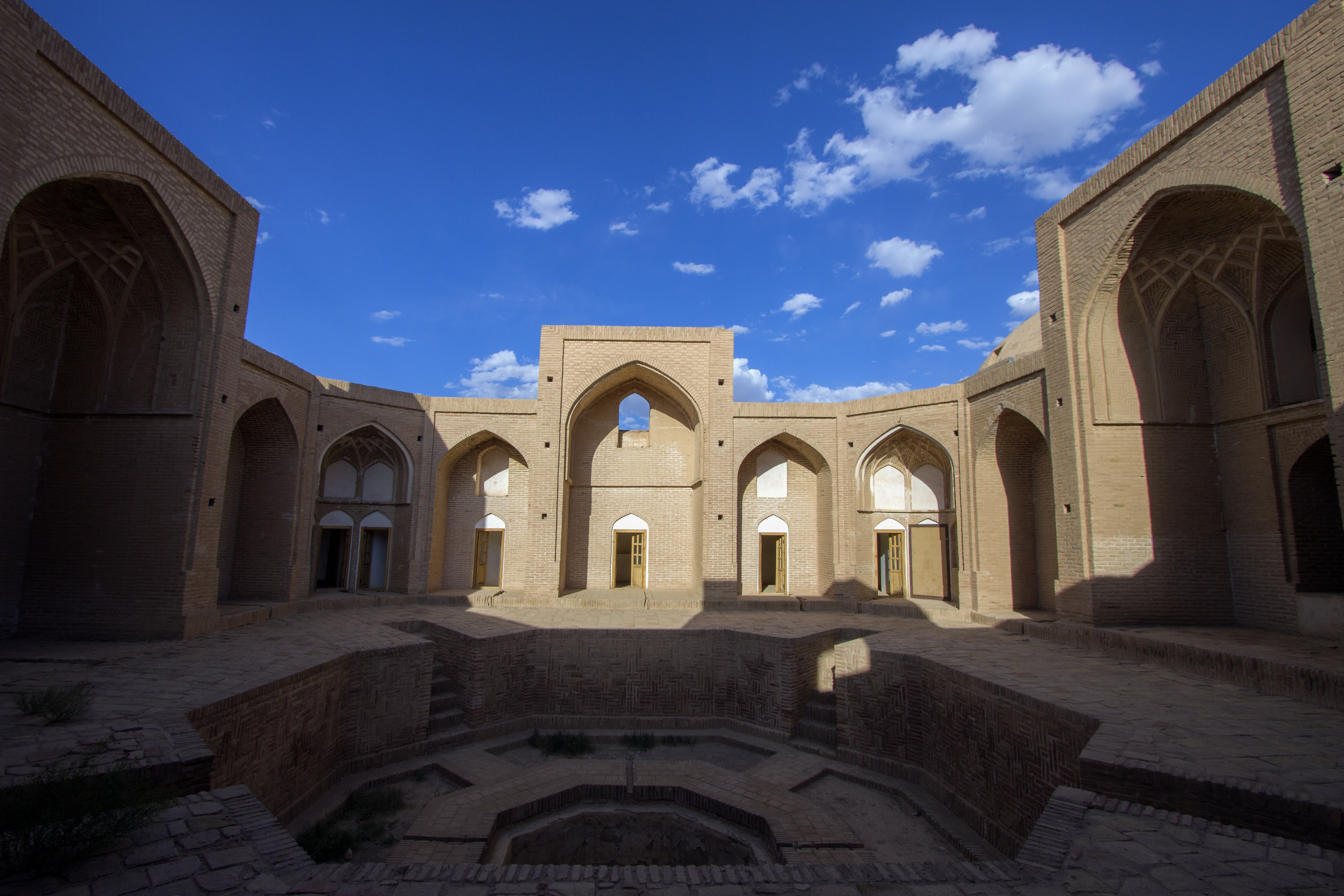
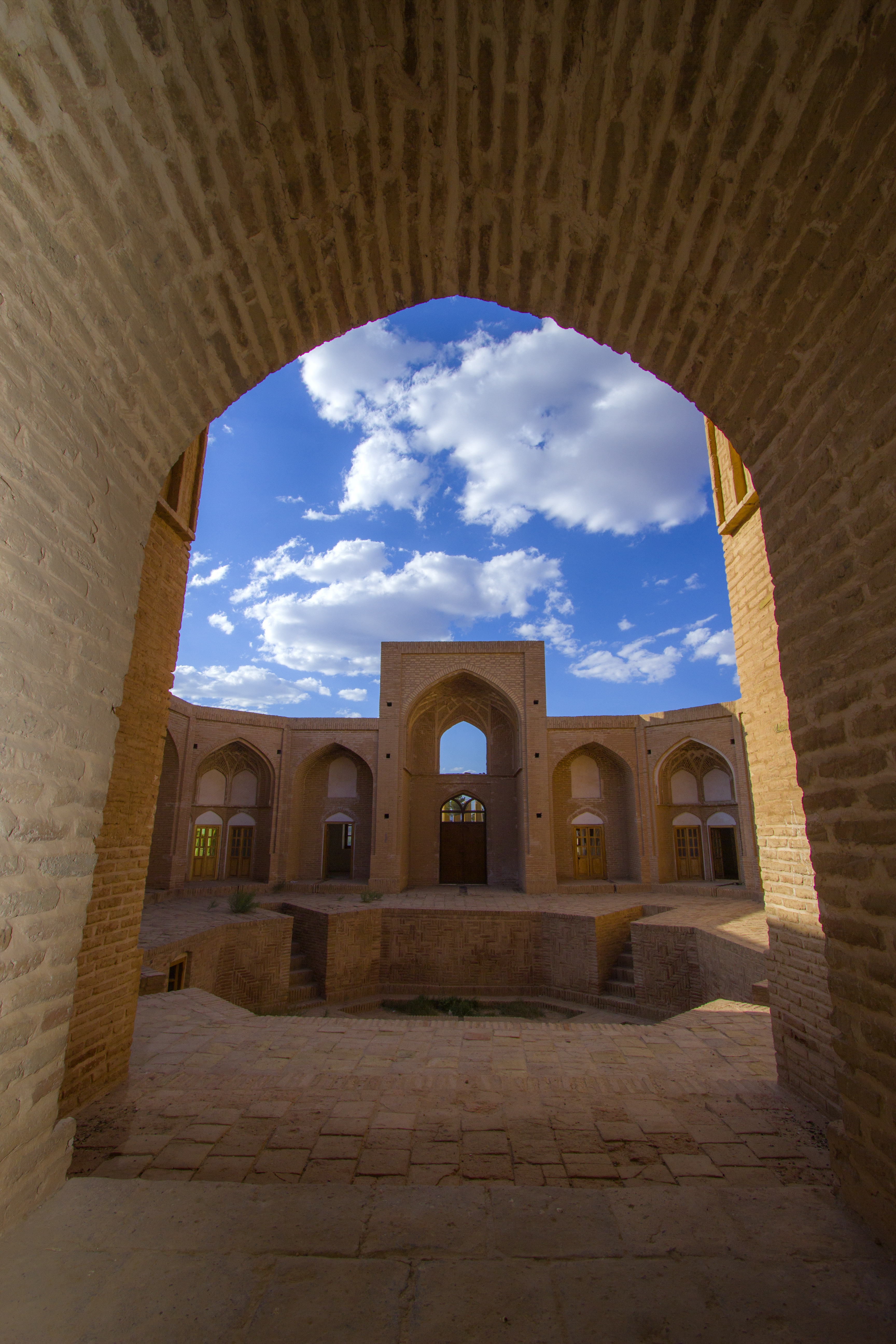
vues intérieures